# Holossiïvska (métro de Kiev)
Holossiïvska (ukrainien : Голосіївська) est une station de la ligne Obolonsko-Teremkivska (M2) du métro de Kiev. Elle est située dans le raïon de Holossiïv de la ville de Kiev en Ukraine.
Mise en service en 2010, elle est desservie par les rames de la ligne M2. Le service est arrêté ou perturbé depuis l'invasion de l'Ukraine par la Russie en 2022.

## Situation sur le réseau
Établie en souterrain, la station Holossiïvska, est une station, de passage, de la Ligne Obolonsko-Teremkivska (M2) du métro de Kiev. Elle est située, entre la station Demiïvska, en direction du terminus nord Heroïv Dnipra, et la station Vassylkivska, en direction du terminus sud, Teremky.
Elle dispose d'un quai central encadré par les deux voies de la ligne.

## Histoire
La station Holossiïvska est mise en service le 15 décembre 2010, lors du prolongement de la ligne de Lybidska à Vassylkivska. Elle est réalisée par les architectes AT. Gneverev, T. Tselikovskaya, A. Jukhovsky, A. Nashivochniki et E. Plashchenko.

## Services aux voyageurs

### Accès et accueil

Installations
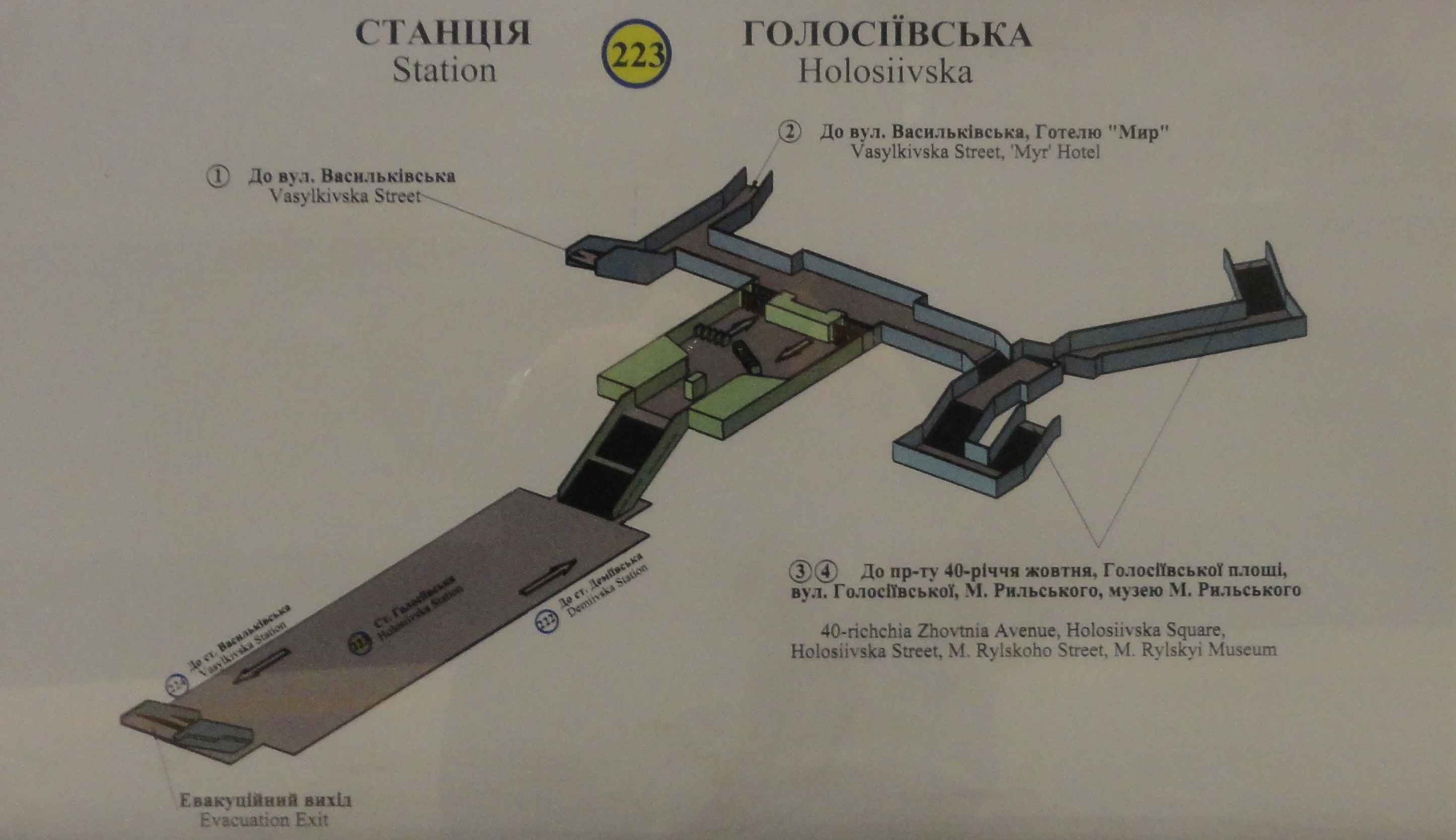
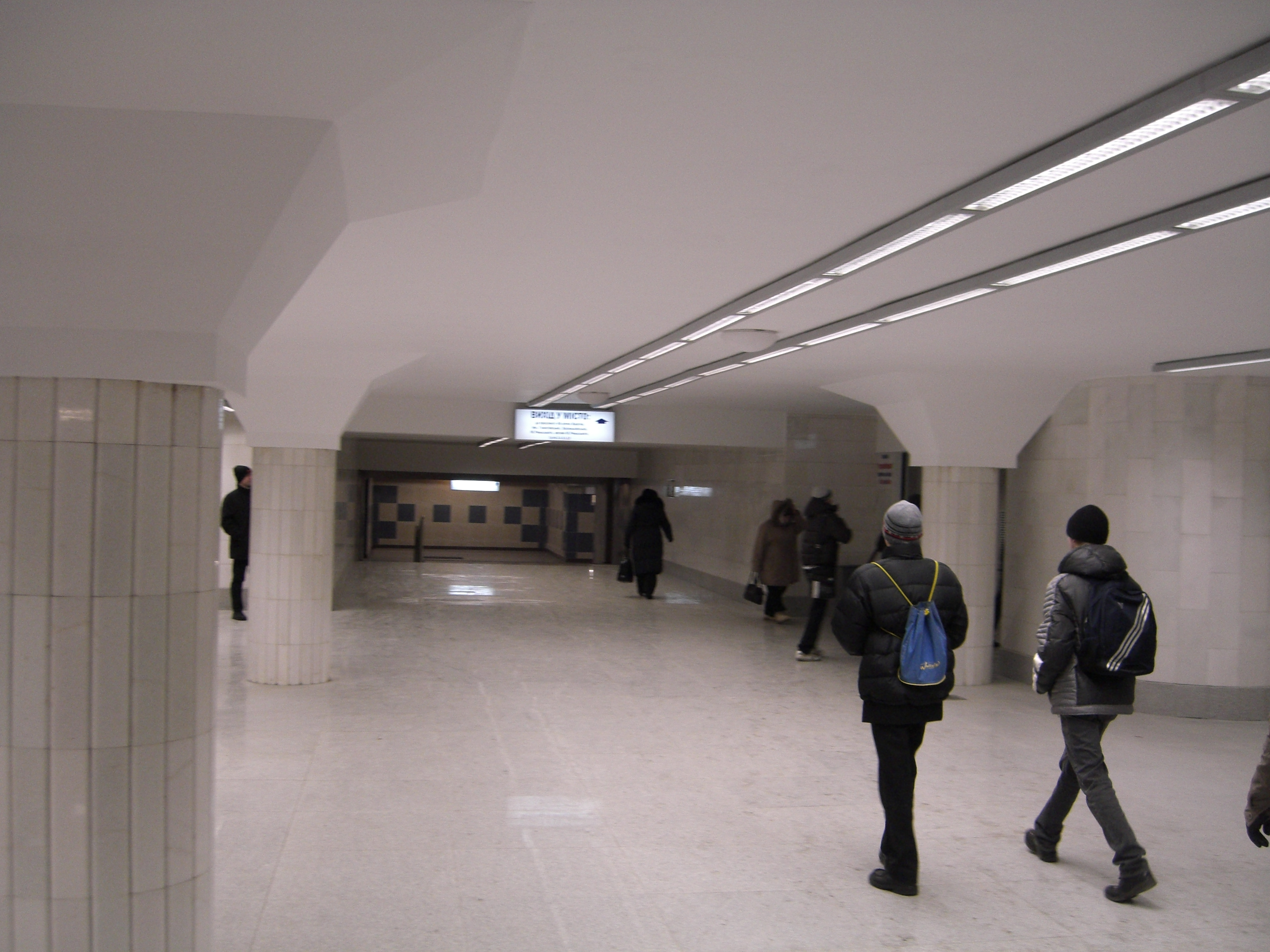
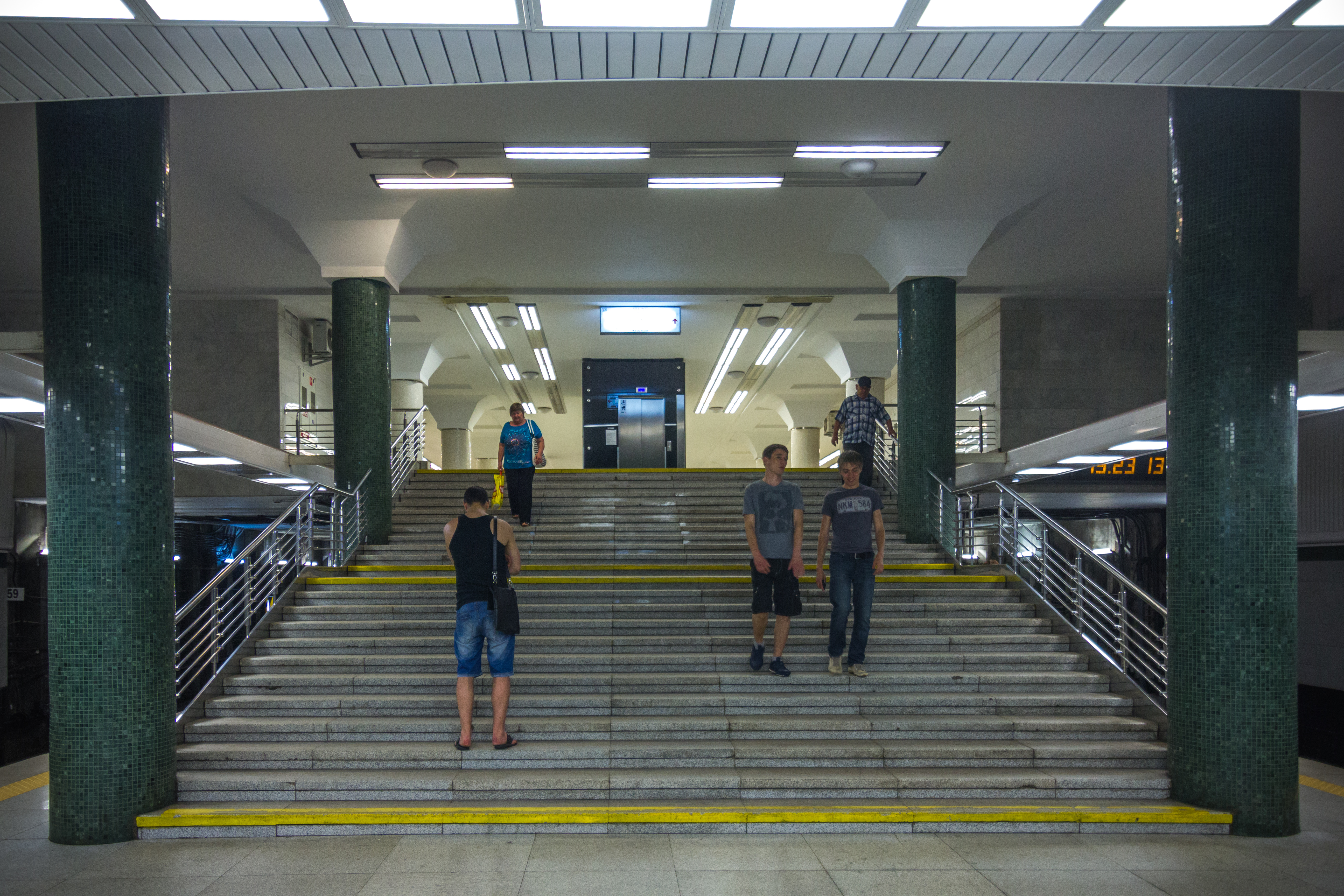

### Desserte
Holossiïvska, est desservie par les rames de la ligne Obolonsko-Teremkivska (M2).

Installations et desserte
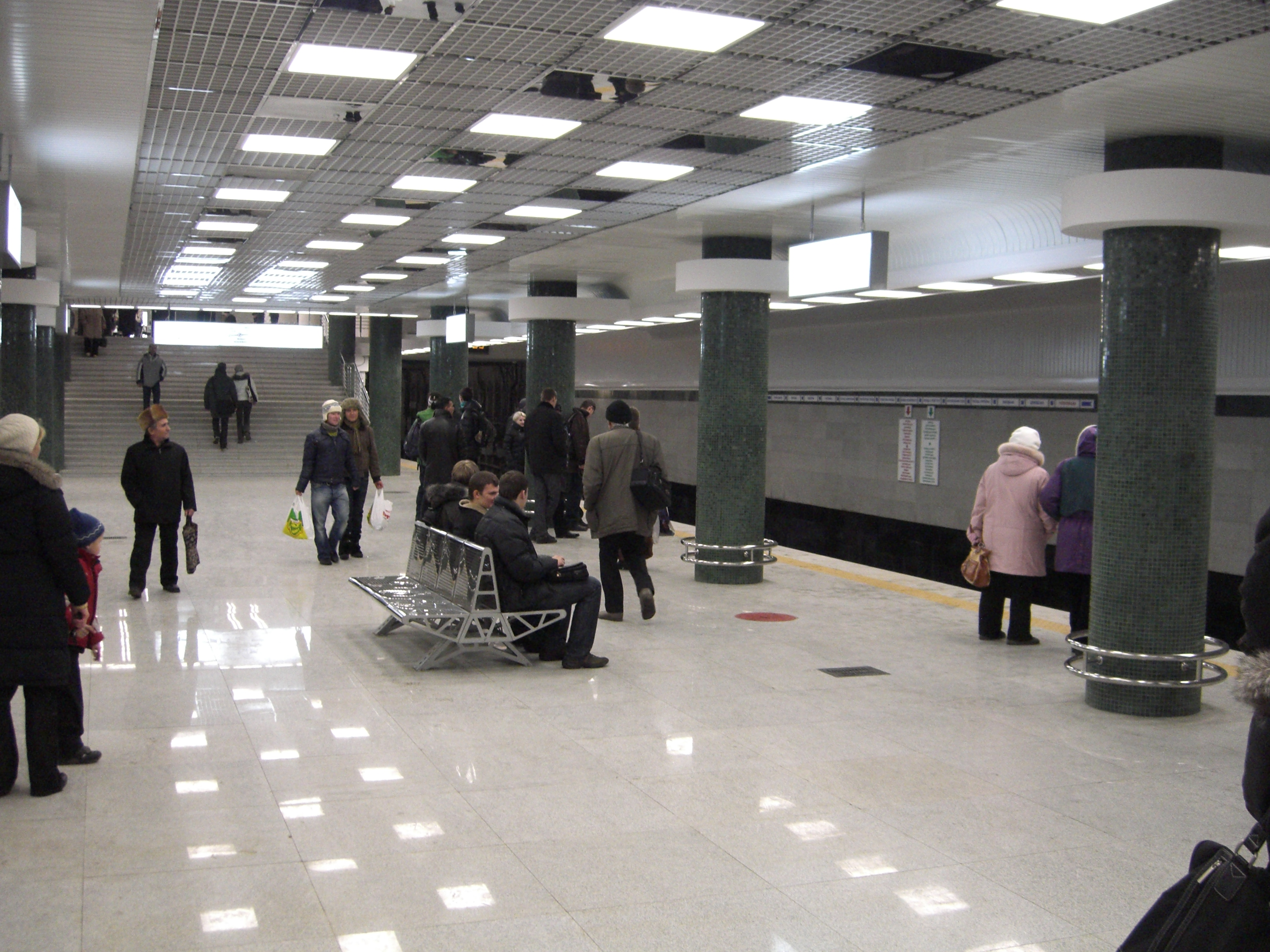
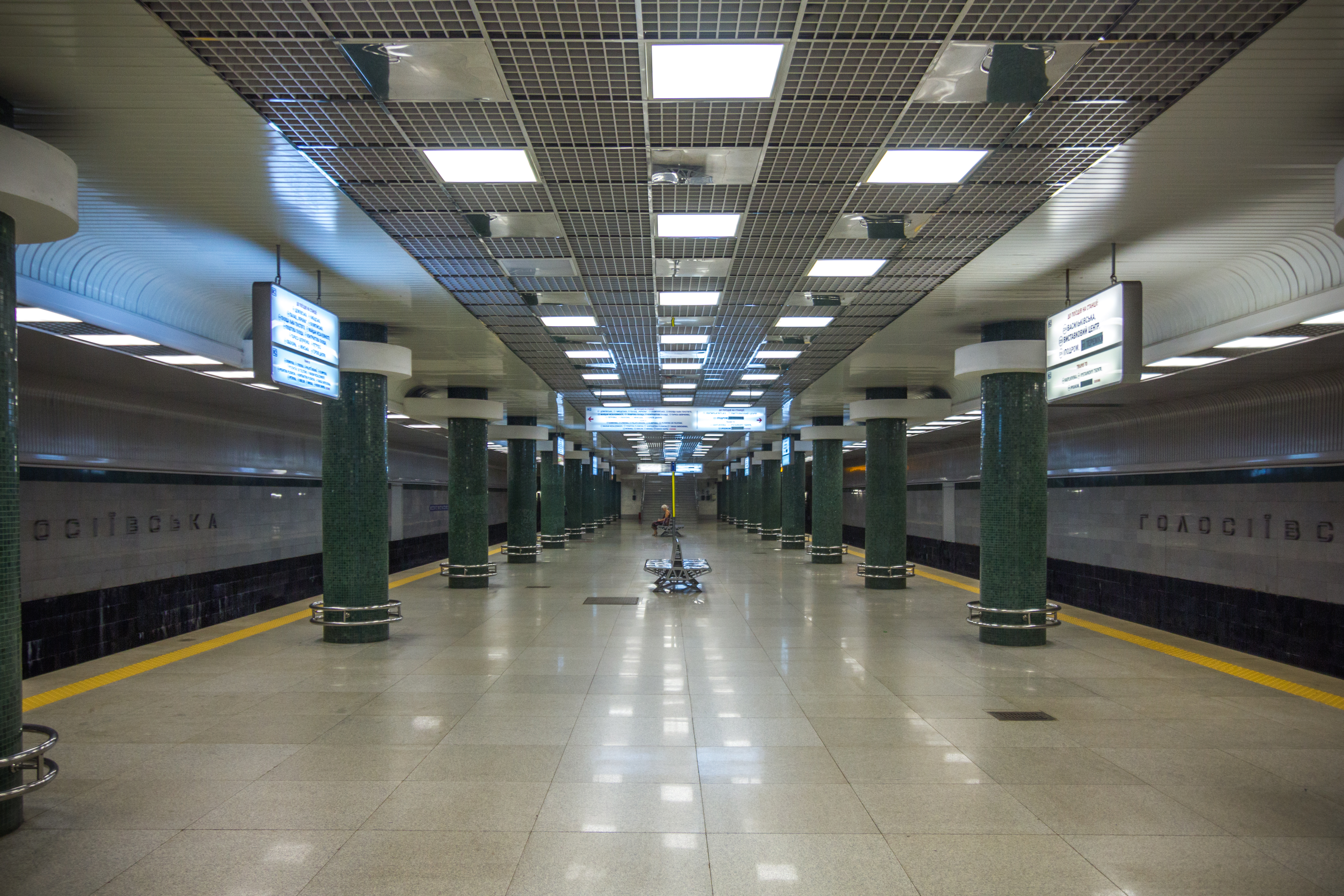
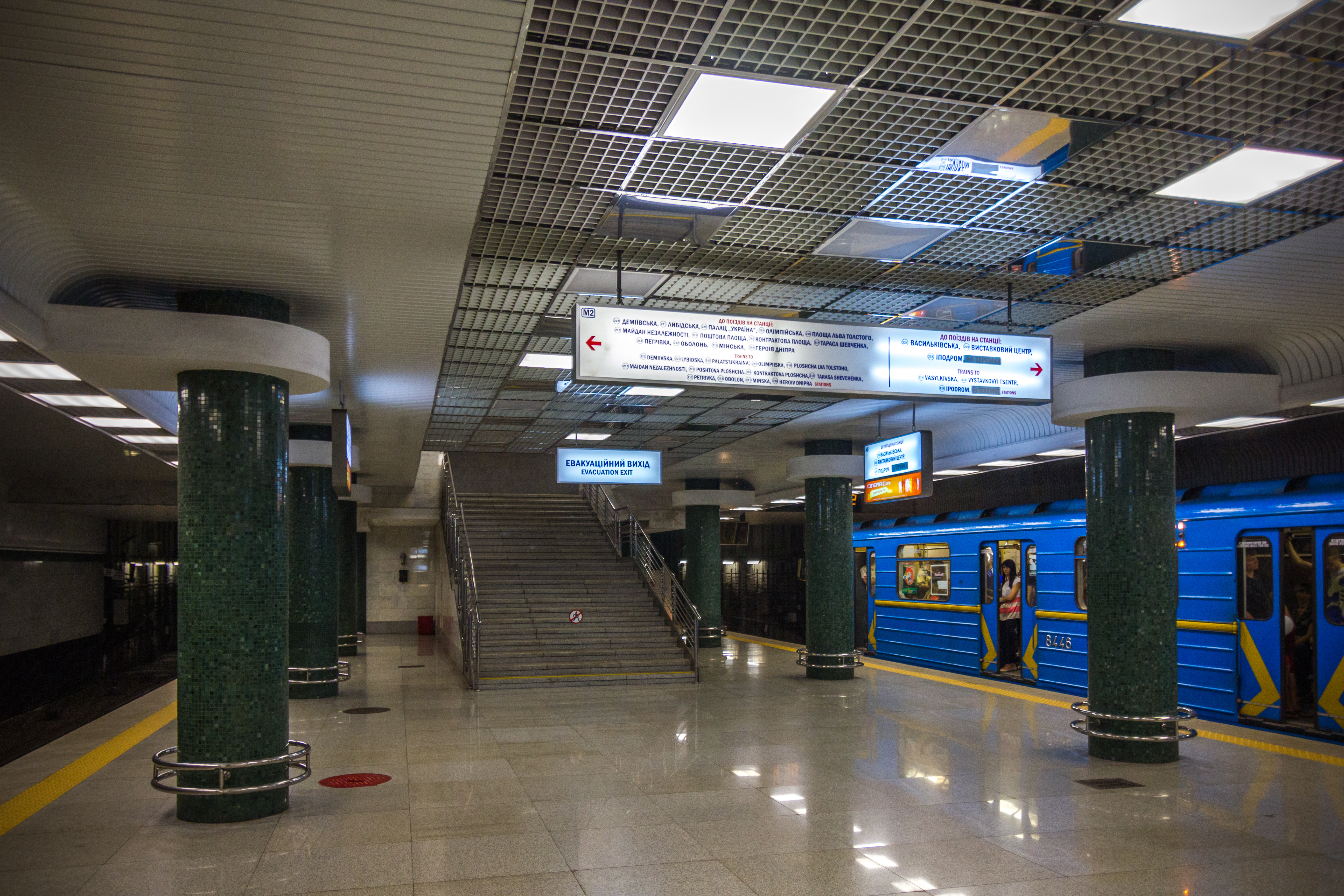